# Absorción de nutrientes
La absorción de nutrientes es llevada a cabo por diversos procesos enzimáticos que difieren entre cada nutriente consumido.

## Grasas
Las grasas empiezan a ser digeridas en la boca gracias a la lipasa salival que hidroliza aproximadamente 30% de los lípidos consumidos, y al igual que los carbohidratos una vez entra al estómago la lipasa salival deja de actuar y la lipasa gástrica(pH óptimo es de 4.5 a 6) junto con los movimientos del estómago se encargan de la digestión de ácidos grasos de cadena corta, también forman gotitas de grasa (gracias al calor y movimiento mecánico del estómago). Cuando la grasa llega al intestino delgado es interceptada por las sales biliares que cumplen funciones como:
- Aumentar la superficie de contacto (bajando la tensión superficial de la gotita de grasa) para que la lipasa pancreática pueda actuar en mejores condiciones con los triglicéridos
- Forman las micelas (100 veces más pequeñas que las gotitas) con ácidos grasos libres.
- Activan la lipasa pancreática y la colesterol esterasa.

Finalmente la lipasa pancreática actúa sobre la superficie de la gotita junto con la colipasa para formar ácidos grasos libres (que se unen a las sales biliares y forman micelas). Las micelas son absorbidas en el intestino y convertidas a quilomicrones que circulan hasta llegar al tejido graso o hígado.

## Proteínas
La digestión proteica contrario a las anteriores dos empieza no en la boca sino en el estómago gracias a las pepsinas, estas hidrolizan los enlaces peptídicos de las proteínas y tienen preferencia por aquellos formados por fenilalanina, tirosina y leucina. Cuando llegan al intestino delgado, la mayoría de las proteínas están convertidas en enlaces peptídicos y aminoácidos libres. Finalmente, en el yeyuno las proteasas pancreáticas separan el nitrógeno y este es absorbido, mientras que en el íleon son absorbidos los aminoácidos libres por transportadores PEP1 y PEP2.

## Vitaminas

### Hidrosolubles
Antes se creía que eran absorbidas por difusión pasiva, pero se descubrió que muchas necesitan un sistema de transporte.
- Ácido ascórbico (C) y tiamina (B1): necesitan sodio para ser transportadas activamente.
- Cobalamina( B12): Requiere factor intrínseco

### Liposolubles
La mayoría de vitaminas liposolubles son absorbidas por difusión pasiva (retinol (A), colecalciferol (D3), α- tocoferol (E), menaquinona (K2)), mientras que fitomenadiona (K1) necesita un transportador para ser succionada .

## Minerales
Algunos minerales son esenciales para el buen funcionamiento del cuerpo entre ellos están: hierro, calcio, magnesio, fósforo, y sulfuro.
- Calcio: se absorbe en el duodeno por transporte activo, este transporte es estimulado directamente por la vitamina D3
- Magnesio: Se absorbe en el íbe en la parte más proximal del intestino delgado en forma de Fe+2[4]